# NGC 6888

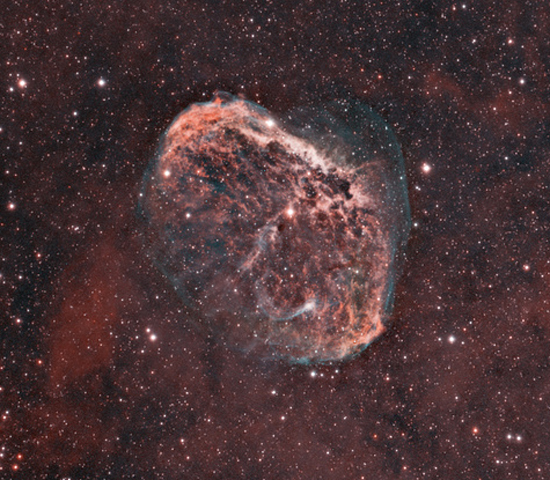
H-alpha 和 OIII 濾鏡拍攝的眉月星雲

眉月星雲（Crescent Nebula）也稱為NGC 6888或Caldwell 27，距離大約5,000光年，是位在天鵝座的發射星雲。它由來自沃爾夫-拉葉星WR 136快速的恆星風，與它在40萬年前仍是紅巨星時吹出的慢速恆星風氣體碰撞與擠壓造成的。碰撞的結果形成殼狀並產生二股震波，一股向內移動，另一股向外移動。向內移動的震波使恆星風被加熱而輻射出X射線。

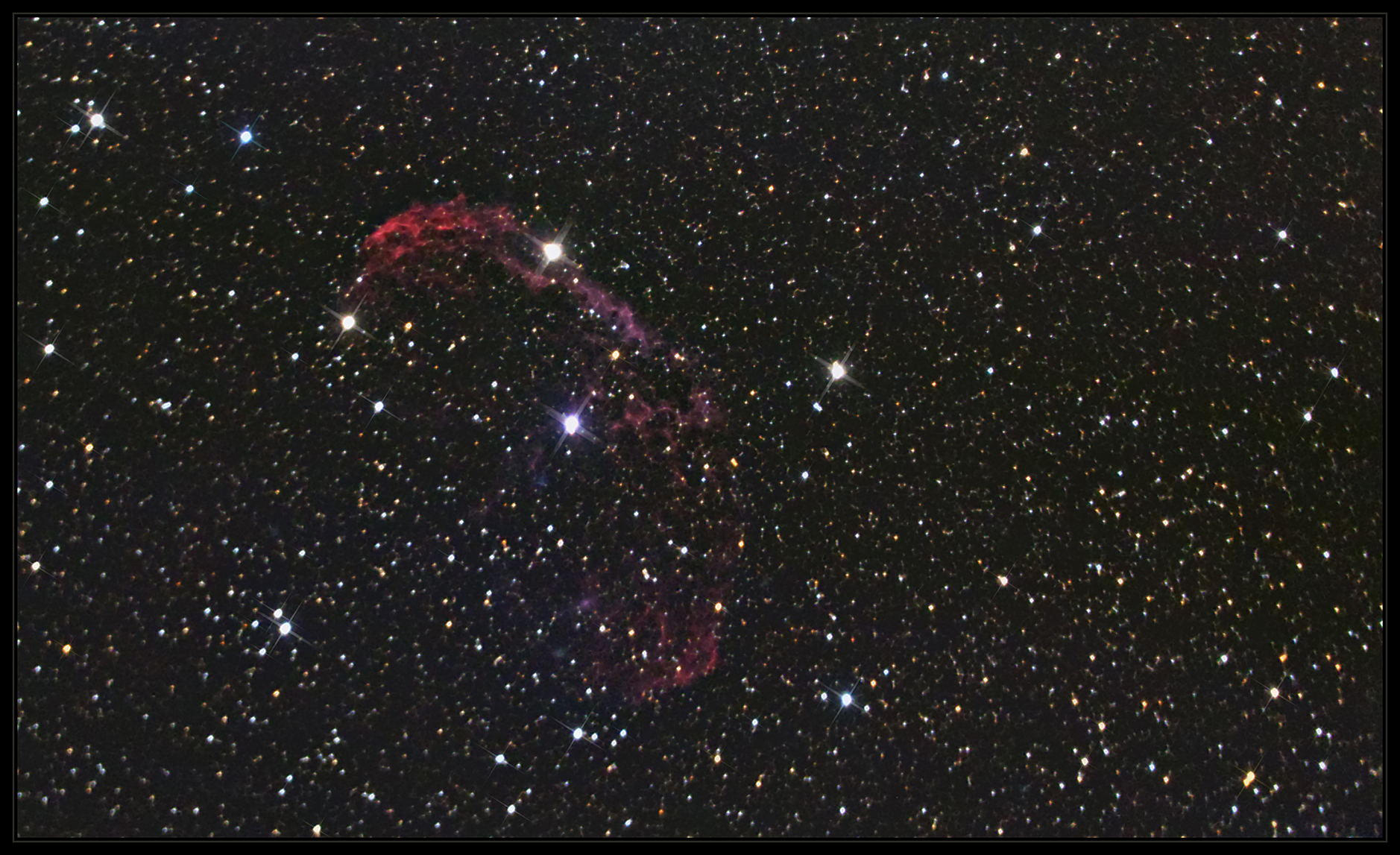
業餘天文學家拍攝的NGC 6888.
8-英吋施密特-卡塞格林望遠鏡，數位單眼反光相機

## 外部連結
- NOAO image（页面存档备份，存于）
- Chandra image（页面存档备份，存于）
- Image by Arran Hill
- Image by TAO - Remote Observatory
- Image by Daniel Lopez（页面存档备份，存于）